# KCSM

KCSM est une station de radio et une chaîne de télévision à but non lucratif de San Mateo, en Californie. Elle diffuse du jazz 24 heures sur 24. En tant qu'affiliée de National Public Radio et de Public Radio International, elle émet de nombreux programmes consacrés au jazz. Son propriétaire est le San Mateo Community College District. Elle couvre la baie de San Francisco par un émetteur de 11,5 kilohertz, et ses studios se situent au collège de San Mateo. Elle revendique une audience de 200 000 personnes

## Histoire
KCSM FM et TV furent fondées au Collège de San Mateo en 1964 comme un moyen d'entraînement pour les diffuseurs de télévision et de radio. C'est là que plusieurs personnalités des médias ont été formés, ce qui comprend le directeur de production de KGO Michael Amatori, le reporter Steve Wilson, ainsi que Jon Miller.
De 1964 à 1980 le collège de San Mateo offre des cours dans le domaine de la diffusion. La station fonctionne jusqu'en 1974 grâce aux étudiants, et actuellement les personnes qui y travaillent sont des professionnels.